# Pholis gunnellus
Il Pholis gunnellus Linnaeus, 1758, noto in italiano come gunnello, è un pesce di mare della famiglia Pholidae, affine ai Blenniidae.

## Distribuzione e habitat
Questa specie è molto diffusa sulle coste europee del Canale della Manica, del mare del Nord, del mar Baltico occidentale e dell'Oceano Atlantico orientale tra le acque polari e la Bretagna. Lungo le coste americane è presente in Canada e nel New England. È del tutto assente dal mar Mediterraneo.
È più comune in acque basse o bassissime (anche nel piano sopralitorale nelle pozze di marea dei fondi scogliosi ma si può incontrare fino a 30 m (eccezionalmente 100) su fondi di ogni tipo e tra le fronde delle laminarie. Può respirare aria atmosferica quando rimane all'asciutto.

## Descrizione
Ha corpo anguilliforme molto allungato ma compresso ai lati, con testa piccola e muso rotondeggiante, con labbra carnose che lo rendono simile ad una bavosa. La pinna dorsale è lunga dalla testa fino alla pinna caudale, che è piccola, a cui è unita. La pinna anale, anch'essa unita alla caudale, è lunga circa la metà. Le pinne ventrali sono ridottissime e le pinne pettorali sono abbastanza piccole.
Il colore è molto variabile ma da sempre sui toni del marrone o del verdastro, spesso con macchie, strisce o marmorizzazioni scure. Di solito una striscia scura unisce l'occhio alla bocca. Assolutamente caratteristiche della specie sono la serie di macchie rotonde nere contornate di bianco allineate sul dorso tra la pinna dorsale ed il corpo.
Può raggiungere i 35 cm ma di solito non supera i 25.

## Alimentazione
Si ciba di piccoli invertebrati bentonici.

## Riproduzione
Le uova vengono deposte in una cavità durante l'inverno. Entrambi i genitori custodiscono il nido.